# Poznań Główny
Poznań Główny (Poznań főpályaudvar) egy lengyelországi vasútállomás, Poznań központjában, a belvárostól délnyugatra.

## Szomszédos állomások
A vasútállomáshoz az alábbi állomások vannak a legközelebb:
- Poznań Górczyn (Varsó–Kunowice-vasútvonal)
- Poznań Garbary (Varsó–Kunowice-vasútvonal)
- Poznań Dębiec (Wrocław–Poznań-vasútvonal)
- Poznań Główny Towarowy (Kluczbork–Poznań-vasútvonal)
- Poznań Strzeszyn (Poznań–Piła-vasútvonal)
- Poznań Wola (Poznań–Szczecin-vasútvonal)
- Konin train station (Warszawa Wschodnia, Berlin-Warszawa-Express)
- Zbąszynek (Long-distance and regional railway station Berlin-Hauptbahnhof, Berlin-Warszawa-Express)
- Poznań Dębina
- Poznań Podolany train station

## Forgalom
Vonatok az állomásról:
- Poznań – Wrocław
- Poznań – Gdańsk Główny
- Poznań – Szczecin
- Poznań – Rzepin
- Poznań – Warszawa Centralna

## Galéria

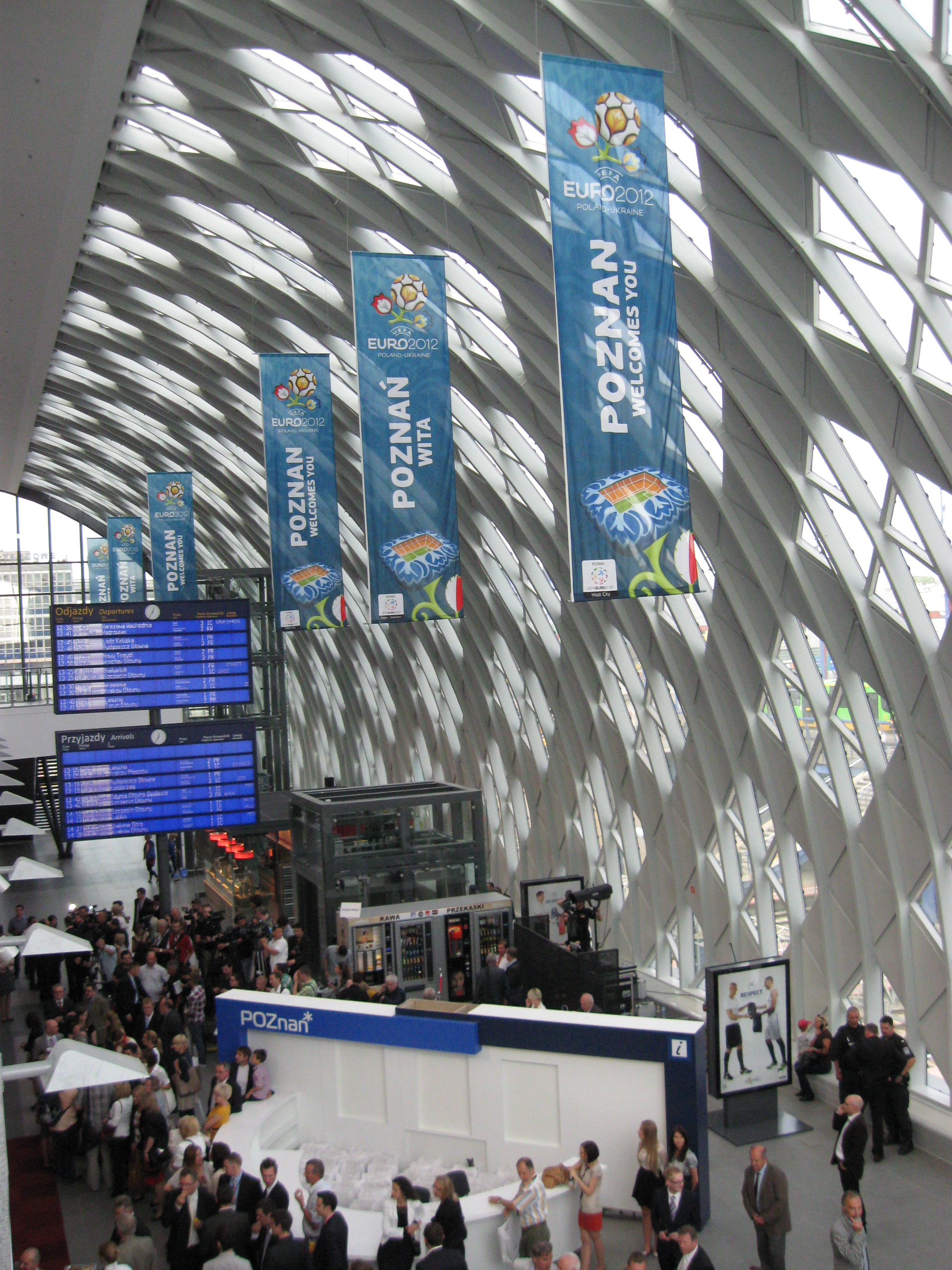
Az állomás belülről
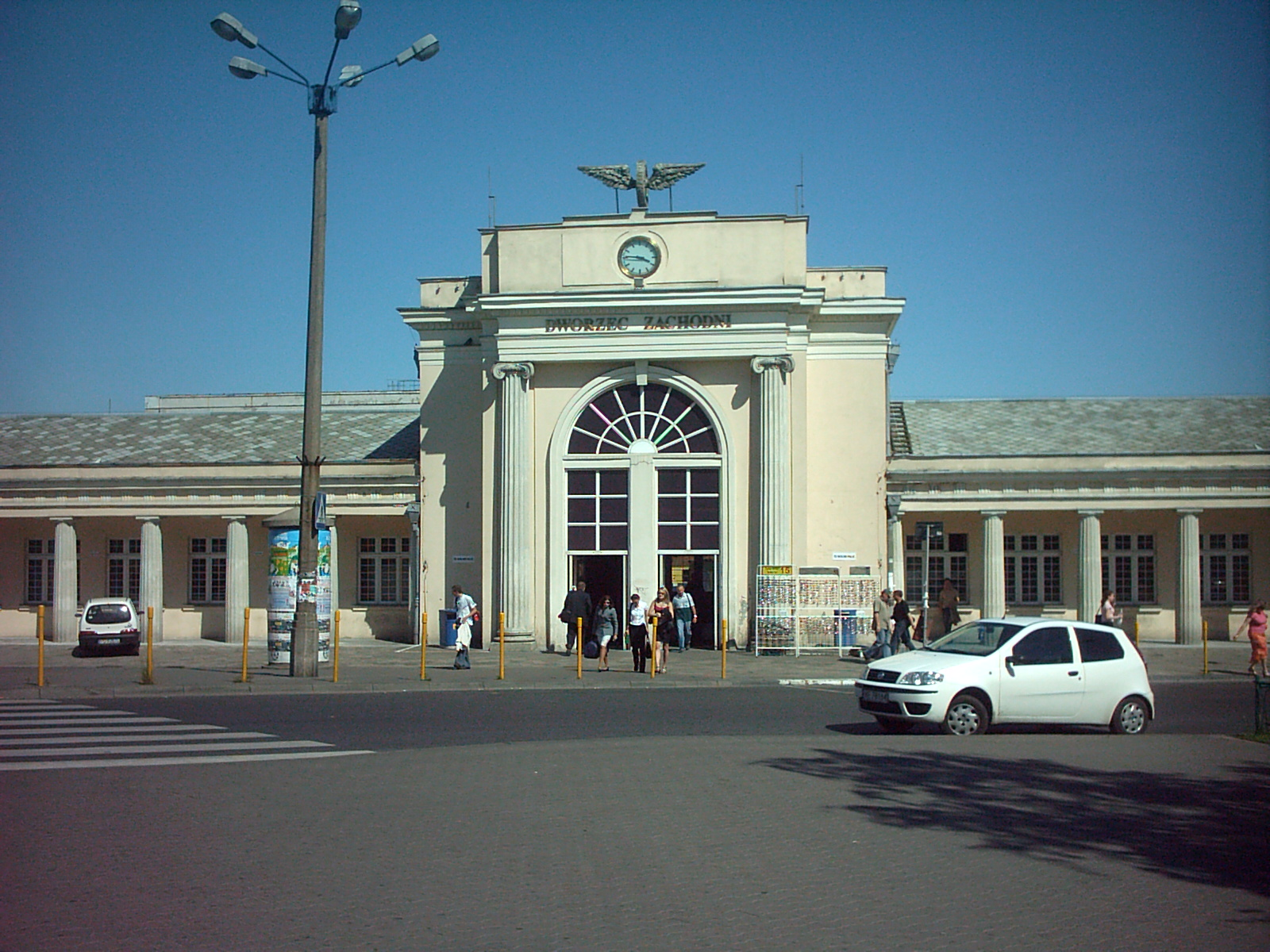
Az állomás nyugati bejárata
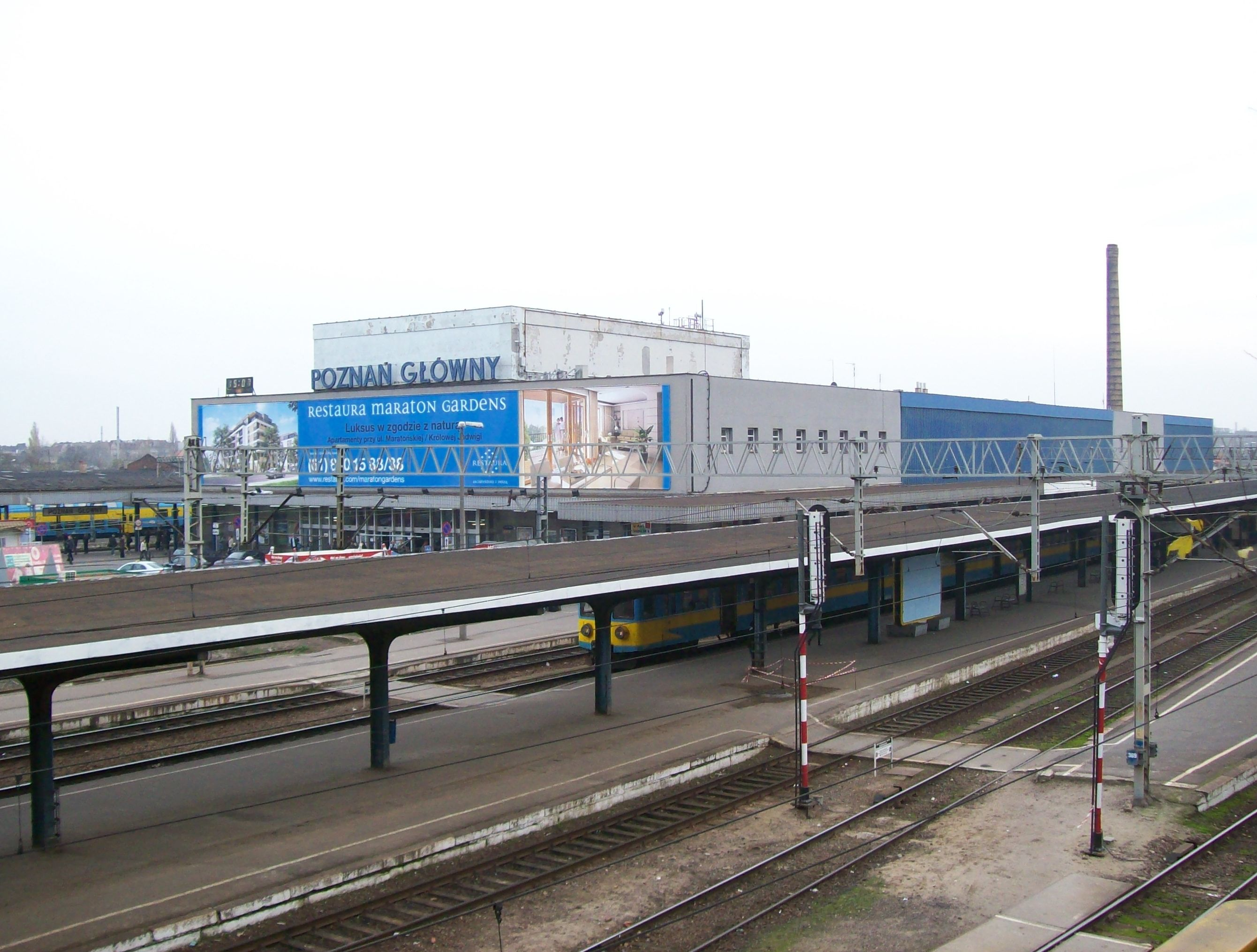
Az állomás épülete
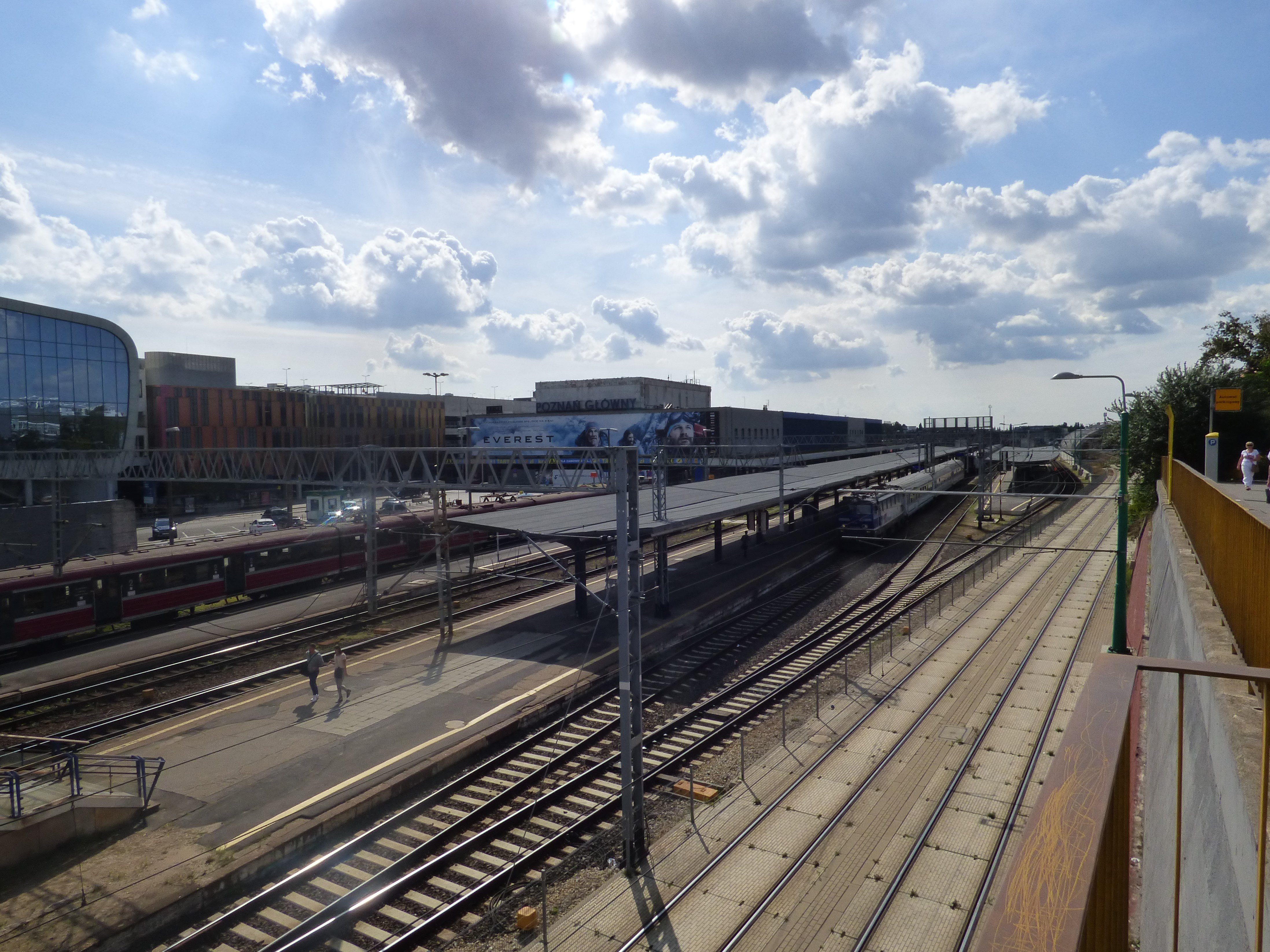
Az állomás a közúti hídról

## Fordítás
- Ez a szócikk részben vagy egészben  a   Poznań Główny railway station című angol Wikipédia-szócikk fordításán alapul.  Az eredeti cikk szerkesztőit annak laptörténete sorolja fel. Ez a jelzés csupán a megfogalmazás eredetét és a szerzői jogokat jelzi, nem szolgál a cikkben szereplő információk forrásmegjelöléseként.
- Ez a szócikk részben vagy egészben  a   Poznań Główny című lengyel Wikipédia-szócikk fordításán alapul.  Az eredeti cikk szerkesztőit annak laptörténete sorolja fel. Ez a jelzés csupán a megfogalmazás eredetét és a szerzői jogokat jelzi, nem szolgál a cikkben szereplő információk forrásmegjelöléseként.